# William MacBean George Colebrooke
William MacBean George Colebrooke, né le 9 novembre 1787 à Charlton dans le Kent et mort le 6 février 1870 à Slough dans le Buckinghamshire, est un officier et administrateur britannique qui fut Lieutenant-gouverneur du Nouveau-Brunswick.

## Biographie
William MacBean George Colebrooke naît le 9 novembre 1787 à Charlton, en Angleterre. Suivant la tradition familiale, il se lance dans la carrière militaire en entrant à l'Académie militaire royale de Woolwich et en sort lieutenant dans l'artillerie royale en 1803. De 1805 à 1820, il part outre-mer et sert à Ceylan, en Inde, à Java, à Sumatra, au Bengale et dans le Golfe Persique.
Il est nommé lieutenant-gouverneur du Nouveau-Brunswick du 27 avril 1841 au 11 avril 1848. Il meurt le 6 février 1870 à Slough, en Angleterre.